# Соходол (Біхор)
Соходол (рум. Sohodol) — село у повіті Біхор в Румунії. Входить до складу комуни Кебешть.
Село розташоване на відстані 386 км на північний захід від Бухареста, 50 км на південний схід від Ораді, 89 км на захід від Клуж-Напоки, 146 км на північний схід від Тімішоари.

## Населення
За даними перепису населення 2002 року у селі проживали 353 особи, усі — румуни. Усі жителі села рідною мовою назвали румунську.